# Mémoire de sang
Mémoire de sang est un thriller de 1999 réalisé par Patrick Malakian, et diffusé sur M6 le 29 octobre 1999, dans le cadre de la collection Vertiges.

## Synopsis
Nelly est mariée depuis 10 ans à Charles, mais entretient depuis quelque temps une relation avec Fabrice, un des meilleurs amis de Charles. Pendant que son mari est en voyage d'affaires, Nelly en profite pour passer une soirée en amoureux avec son amant, dans la maison de campagne de ce dernier. Mais il suffit qu'elle le laisse quelques instants pour le retrouver assassiné. Paniquée, elle quitte la maison, rentre chez elle en essayant de faire disparaître toutes les traces de cette soirée, et ne parle de rien à personne pour éviter le scandale. Le lendemain, Charles remarque l'absence de Fabrice qui était attendu avec d'autres invités chez le couple. 
Nelly, une personne déjà psychologiquement fragile à la suite d'un traumatisme vécu pendant son enfance, commence à recevoir d'étranges coups de fils anonymes. Quelqu'un sait manifestement ce qui s'est passé, et ne la lâchera pas, tout en lui laissant entendre que c'est une dette qu'elle est en train de payer. Bientôt, alors que ses propres soupçons se portent sur son mari, c'est lui qu'on retrouve assassiné, puis son père, qu'elle n'avait pas vu depuis plus de dix ans... Elle se retrouve en ligne de mire, tout l'accuse, elle est recherchée. Convaincue que personne d'autre qu'elle-même ne pourra démontrer son innocence, Nelly part à la recherche de son passé, avec l'aide de sa collègue et amie Lola, sa dernière vraie confidente. Dans cette quête, elle découvre certaines choses qu'elle avait oubliées, ou occultées. Par exemple, qu'elle a passé quatre ans dans un institut psychiatrique pour enfants. Elle apprend aussi que celui qu'elle considérait comme son père n'est en fait qu'un père adoptif... Quelle révélation l'attend encore ?

## Fiche technique
- Titre : Mémoire de sang
- Réalisation : Patrick Malakian
- Scénario : Christian Mouchart et François Arrignon
- Production : Le Sabre
- Genre : thriller
- Diffusion : 6 octobre 1999 sur M6
- Durée : 86 min

## Distribution
- Sandra Speichert : Nelly
- Élise Tielrooy : Lola
- Laurent Bateau : Bertrand
- Denis Braccini : Langlois
- Luc Bernard : Charles
- Denis Sebbah : Zinelli
- Antonio Cauchois : Edmond
- André Penvern : Dr. Prat